# Gogoșu (gmina w okręgu Mehedinți)
Gogoșu – gmina w Rumunii, w okręgu Mehedinți. Obejmuje miejscowości Balta Verde, Burila Mică, Gogoșu i Ostrovu Mare. W 2011 roku liczyła 3799 mieszkańców.